# Hilkka Riihivuori
Hilkka Riihivuori, född 24 december 1952, är en finländsk före detta längdskidåkare som tävlade under 1970- och 80-talen.
Riihivuori har fyra silvermedaljer från tre olympiska spel: Sapporo 1972, Innsbruck 1976 samt Lake Placid 1980. Hon tilldelades Holmenkollenmedaljen 1977.